# Національний парк Янґуді-Расса
Національний парк Янґуді-Расса — національний парк в Ефіопії, розташований в регіоні Афар.

## Географія
Площа парку становить 4731 км². На його території розташована гора Янґуді (1383 м) поблизу південного кордону та навколишні рівнини Расса. Річка Аваш протікає через парк з півдня на північ.
Штаб-квартира парку знаходиться на південь від парку в Гевані. Через парк проходить шосе Аваш - Ассеб.
Парк примикає до заповідника дикої природи Мілле-Сердо на півночі, контрольованої мисливської території Аваш-Вест на заході та заповідника дикої природи Геване на півдні.

## Флора
Піщана напівпустеля і лісисті луки займають більшу частину території парку. Місцеві трави включають Aristida sp., Chrysopogon plumulosus, Dactyloctenium scindicum, Digitaria sp., Lasiurus scindicus і Sporobolus ioclados, які служать кормом для диких тварин і домашньої худоби. Уздовж річки Аваш є болота та прирічкові ліси.

## Тваринний світ
Національний парк Янґуді Расса є домом для 36 видів ссавців і 200 видів птахів, зареєстрованих у  парку. Парк було створено з метою захисту сомалійського дикого віслюка (Equus africanus somaliensis ), підвиду африканського дикого віслюка. Нещодавно дикий віслюк вимер у національному парку. Однак у прилеглому заповіднику Mille-Serdo Wildlife Reserve все ще мешкає невелика популяція.
До великих тварин, які мешкають у парку, належать геренук, газель сомалійська, орікс Бейза, лев, зебра Греві, гепард і леопард. Також у парку зустрічаються газель доркас, павіан-гамадрил, вухата лисиця, чепрачний шакал, смугаста гієна та земляний вовк.
Цікаві види птахів включають малого фламінго ( Phoeniconaias minor ), короткопалого горобця ( Carpospiza brachydactyla ) та аравійську дрохву ( Ardeotis arabs ). Також зустрічаються сомалійський страус, звичайний кулик, коловодник звичайний, сорокопуд червоноголовий, сорокопуд чорнолобий, кропив'янка чорноголова та садова вівсянка.

## Охорона
Парк був заснований у 1969 році урядом Ефіопії. Протягом десятиліть Управлінню охорони дикої природи Ефіопії (EWCA) не вистачало достатнього фінансування та персоналу для ефективного управління парком. Сьогодні ситуація потроху починає змінюватися.
Головною загрозою для тварин у парку є місцеві жителі — афарські скотарі, які випасають худобу в парку. Парк знаходиться у посушливому регіоні країни, тому надмірний випас є серйозним тиском на екосистему. Також скотарі вбивають хижаків і полюють на місцевих тварин. 